# Mochnaniec
Mochnaniec – osiedle Krakowa wchodzące w skład Dzielnicy VIII Dębniki, niestanowiące jednostki pomocniczej niższego rzędu w ramach dzielnicy.